# 오리 (가수)
오리(Ori, 본명 백지현, 1993년 8월 30일 ~ )는 대한민국의 가수이다.
2008년 EP 앨범 《오리》(Ori)로 데뷔하였다. 2009년 1월 2일에 방송된 KBS 뮤직뱅크에 출연하면서 앨범 타이틀곡인 〈눈이 내려와〉를 불렀지만 기본적인 음정과 박자도 제대로 맞추지 못하며 만족스럽지 못한 무대를 선보였다. 이에 수많은 누리꾼들이 해당 프로그램의 홈페이지에 혹평을 쏟아내고 만다. 이후의 행적에 대해서는 거의 알려져 있지 않다.

## 학력
- 봉은중학교 (졸업)
- 진선여자중학교 (졸업)
- 한림연예예술고등학교 (졸업)

## 음반
- EP 앨범 《오리》(Ori)